# Pinheirodontidae
I Pinheirodontidae sono una famiglia di mammiferi estinti poco conosciuta. I resti fossili provengono dal Giurassico superiore e dal Cretaceo inferiore di Inghilterra, Portogallo e Spagna, e sono limitati a pochi denti. Questi piccoli erbivori vissero durante l'era dei dinosauri. Sono membri dell'ordine dei multitubercolati e del sottordine 'plagiaulacida'. Sono quindi alcuni tra i più antichi rappresentanti dell'ordine.
La famiglia Pinheirodontidae, il cui nome deriva da Porto Dinheiro, Lourinhã, Portogallo (la località principale dei ritrovamenti fossili), venne classificata da G. Hahn e R. Hahn nel 1999.

## Tassonomia
Sottoclasse  †Allotheria Marsh, 1880
- Ordine †Multituberculata Cope, 1884:
  - Sottordine †Plagiaulacida Simpson, 1925
    -       - Famiglia †Pinheirodontidae Hahn & Hahn, 1999
        - Genere †Pinheirodon Hahn & Hahn, 1999
          - Specie †P. pygmaeus Hahn & Hahn, 1999
          - Specie †P. vastus Hahn & Hahn, 1999
          - Specie †P. sp. Hahn & Hahn, 1999

        - Genere †Bernardodon Hahn & Hahn, 1999
          - Specie †B. atlanticus Hahn & Hahn, 1999
          - Specie †B. sp. Hahn & Hahn, 1999

        - Genere †Gerhardodon Kielan-Jaworowska & Ensom, 1992
          - Specie †G. purbeckensis Kielan-Jaworowska & Ensom, 1992

        - Genere †Iberodon Hahn & Hahn, 1999
          - Specie †I. quadrituberculatus Hahn & Hahn, 1999

        - Genere †Lavocatia Canudo & Cuenca-Bescós, 1996
          - Specie †L. alfambrensis Canudo & Cuenca-Bescós, 1996

        - Genere †Cantalera Badiola, Canudo & Cuenca-Bescós, 2008
          - Specie †C. abadi Badiola, Canudo & Cuenca-Bescós, 2008

        - Genere †Ecprepaulax Hahn & Hahn, 1999
          - Specie †E. anomala Hahn & Hahn, 1999